# Bishoftu
Bishoftu (amharisch: ቢሾፍቱ, der Name stammt aus der Sprache Oromo, zwischenzeitlich Debre Zeyit bzw. Debre Zeyt, amharisch: ደብረ ዘይት), ist eine Stadt in Äthiopien und liegt südöstlich von Addis Abeba an der Eisenbahnstrecke nach Dschibuti. Für 2006 wird ihre Einwohnerzahl mit 107.344 angegeben. Die Stadt befindet sich in der Region Oromiyaa.

## Lage
Debre Zeyit ist ein Urlaubsort, der von fünf Kraterseen umgeben ist:
- Lake Bishoftu,
- Lake Hora,
- Lake Bishoftu Guda,
- Lake Koriftu und
- Lake Chalaklaka, der nur saisonal zu einem Gewässer wird.

## Infrastruktur
Die Stadt beheimatet auf dem Harar Meda Airport die äthiopische Luftwaffe. Des Weiteren befindet sich in Debre Zeyit ein Campus der Universität Addis Abeba sowie das Meserete Kristos College der mennonitischen Meserete-Kristos-Kirche. Infolge des Tourismus zu den Kraterseen wurden neue Hotels wie z. B. das Adulala Resort and Spa, das Kuriftu Hotel und das Babogaya Resort gebaut. Nahe der Stadt befinden sich der Vulkan Zuqualla und zwei Stauseen.

## Flugzeugabsturz im März 2019
Am 10. März 2019 stürzte eine Boeing 737 MAX 8 auf dem Ethiopian-Airlines-Flug 302 kurz nach dem Start mit 149 Passagieren und 8 Besatzungsmitgliedern auf dem Weg vom Flughafen Addis Abeba zum Flughafen Jomo Kenyatta International nach Nairobi bei Bishoftu ab. Alle Insassen kamen dabei ums Leben.